# Ji Pei Yue
Ji Pei Yue (romanización de chino simplificado:乐霁培 (1968) es un botánico chino, siendo especialista taxonómico en la familia de Brassicaceae, con énfasis en el género Solms-laubachia, y otros.
Desarrolla actividades académicas y científicas en el Instituto Botánico Kunming, CAS.

## Algunas publicaciones
- ihsan a. Al-Shehbaz, ji-pei Yue, tao Deng, hong-liang Chen. 2014. Draba dongchuanensis (Brassicaceae), a new species from Yunnan, China. Phytotaxa 175 (5): 298-300

- ji-pei Yue, hang Sun, jian-hua Li; ihsan a. Al-Shehbaz. 2008. A synopsis of an expanded Solms-laubachia (Brassicaceae), and the description of four new species from Western China. Annals of the Missouri Botanical Garden 95 (3):	520-538

- La abreviatura «J.P.Yue» se emplea para indicar a Ji Pei Yue como autoridad en la descripción y clasificación científica de los vegetales.[4]